# Złotokap pospolity
Złotokap pospolity, z. zwyczajny (Laburnum anagyroides Medik.) – gatunek małego drzewa lub wysokiego krzewu należący do rodziny bobowatych. Pochodzi z południowo-wschodniej Europy. W Polsce uprawiany jako roślina ozdobna. Występuje również jako kenofit lokalnie zadomowiony na pojedynczych stanowiskach w lasach w zachodniej części kraju, np. w Wielkopolskim Parku Narodowym. Jest jednym z kilku najpospolitszych w Europie krzewów trujących. 

## Morfologia
PokrójWzniesione, wyprostowane gałęzie małego drzewa lub krzewu, dorasta do 7 m wysokości.
LiścieTrójlistkowe, długoogonkowe, owalne z szarym meszkiem od spodu, szczególnie młode, u starszych okazów meszek zanika. Pojedyncze listki mają długość 3–8 cm.
KwiatyMotylkowe, żółte, do 2 cm długości i tworzące luźno opadające grona do 20 cm długości. Bez zapachu. Kwitnie od  kwietnia do czerwca.
OwoceStrąki o długości ok. 5 do 6 cm, płaskie, suche, grubościenne. Nasiona koloru czarnego.

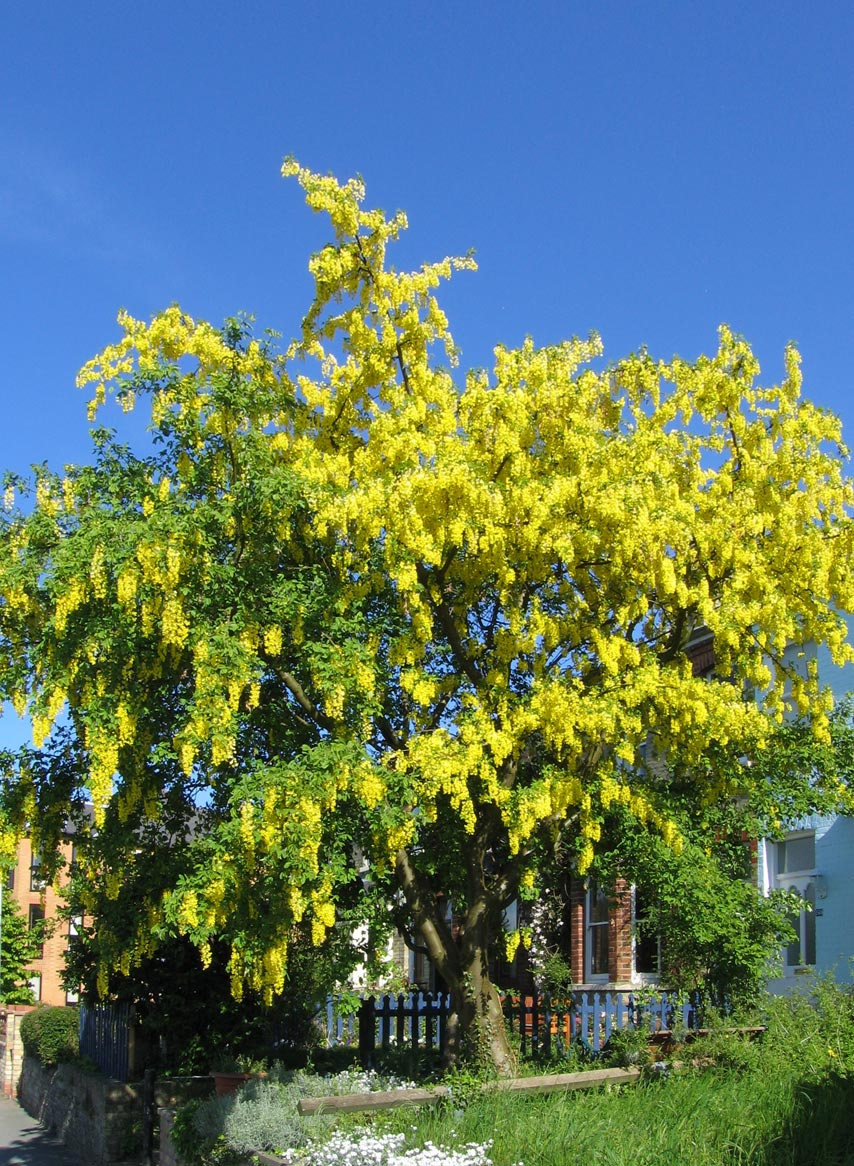
Pokrój
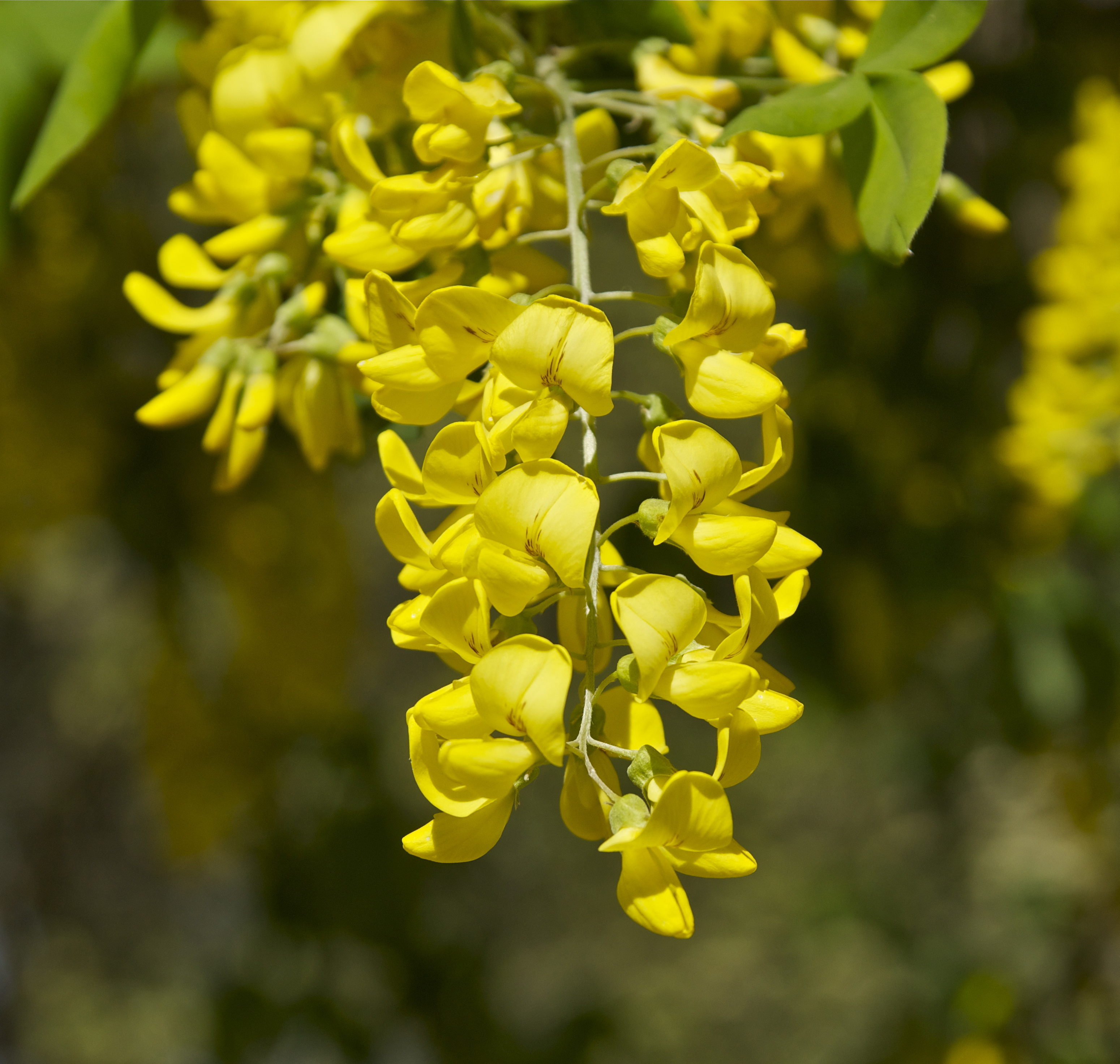
Kwiaty
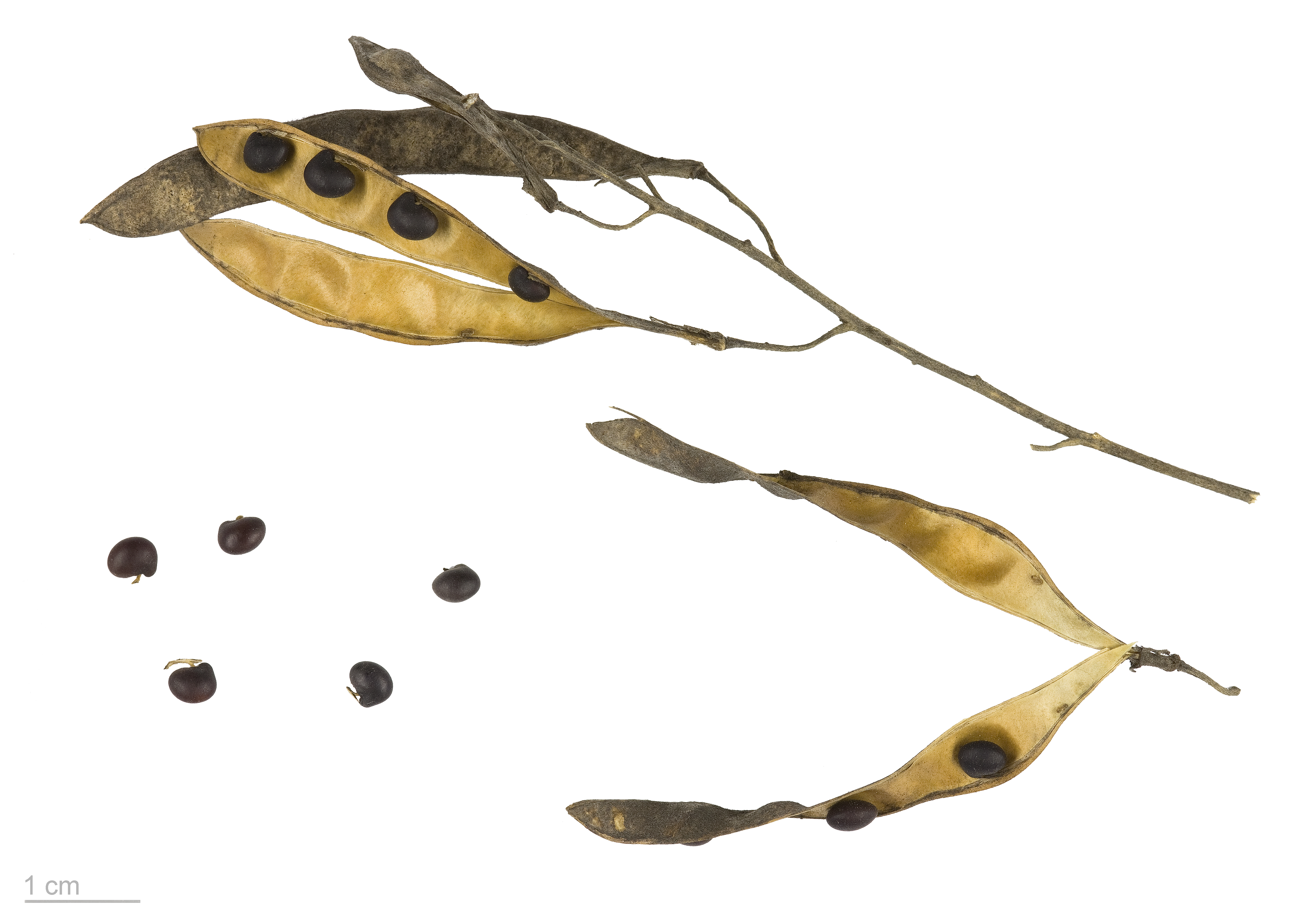
Owoce i nasiona

## Biologia
Wszystkie części rośliny zawierają trujące alkaloidy. Trucizna cytyzyna, paraliżująca nerwy, znajduje się przede wszystkim w kwiatach, nasionach i korzeniach; przy czym najwięcej jest jej w nasionach (1,5%), w liściach jest już pięciokrotnie mniej. Szczególnie wrażliwe na zatrucia są konie (dawka śmiertelna to 0,5 g na 1 kg masy zwierzęcia), odporne są natomiast owce, kozy i zające. Zatrucia zdarzają się też u ludzi, zwłaszcza zagrożone są dzieci. W ich przypadku śmierć może nastąpić po spożyciu 2-10 nasion złotokapu. 
Właściwości trujące ma mieć także miód zbierany przez pszczoły z kwiatów złotokapu, przy czym z powodu braku miodników jedynym pożytkiem pozyskiwanym przez pszczoły z kwiatów złotokapu jest pyłek.

## Zastosowanie
Roślina lecznicza
- Surowiec zielarski: Nasiona złotokapu – Citisi semen, ziele złotokapu – Citisi herba. Nasiona (skład frakcji alkaidowych w liściach i kwiatach jest zbliżony) zawierają alkaloidy chinolizydynowe do 3% cytyzyny, która stanowi 95% frakcji alkaloidów, pozostałe to pirolizydyny, metylocytozyna i lektyny.
- Działanie: Dawniej medycyna ludowa wykorzystywała nasiona jako środek wymiotny i przeczyszczający przy zaparciach. Zewnętrznie stosowano w nerwobólach. Współcześnie lektyny pozyskiwane z nasion i ziela stosuje się w analityce klinicznej do oznaczania grup krwi A, B, i 0. Cytyzyna jest składnikiem preparatów Desmoxan, Recigar, Tabex - środków pomocniczych w zwalczaniu nikotynizmu[10].

Roślina ozdobnaUprawiana ze względu na efektowne kwiaty.